# Marco Polo
För andra betydelser, se Marco Polo (olika betydelser).
Marco Polo, född 15 september 1254, död 8 januari 1324 i Venedig, var en venetiansk upptäcktsresande, som reste till Asien. Sammanlagt tillbringade han 24 år i Asien. Han var inte den förste europé som reste till Kina, men han var den förste som gav detaljerade skildringar av det av mongolerna styrda Kina och angränsande länder.

## Biografi

### Härkomst
Frågan om Marco Polos ursprung är omdiskuterad. En vanlig uppfattning är att han föddes i Venedig. Det finns emellertid uppgifter som gör gällande att Marco Polo föddes i staden Korčula på ön med samma namn i nuvarande Kroatien som på 1200-talet tillhörde Republiken Venedig. I Korčula (Curzola på italienska) stad kan man besöka det som sägs vara Marco Polos födelsehus och än idag finns familjemedlemmar av italiensk börd i staden som bär efternamnet Polo (ett mycket vanligt italienskt och venetianskt efternamn).

### Faderns resa
Marco Polos far Niccolò (venetianska Nicolò), och farbror Maffeo (Maffio), var venetianska köpmän av adlig börd. Från 1253 till 1269 gjorde bröderna en resa öster ut mot Kina och 1265 träffade de Khubilai Khan, ståthållare över Mongoliet, norra Kina och Tibet, sonson till Djingis khan och grundare av Yuandynastin, som välvilligt mottog dem. Han lät bröderna återvända som sina sändebud till påven, med en anhållan om att denne skulle sända bildade män till khanen för att undervisa hans folk i kristendom och västerländsk kultur. 

### Marco Polos resa
År 1269 återkom bröderna till Venedig och Marco Polo såg sin far för första gången. År 1271 startade fadern och hans bror nästa resa till Asien och Kina, åtföljda av Marco Polo (då endast 17 år), en äventyrlig färd som Marco senare dokumenterar i sin bok. Till följd av att påvligt interregnum rådde (tid mellan två påvar) avreste de utan representanter från påvestolen. När de hunnit till Cilicien kom två dominikanmunkar ikapp dem, utsända av den nyvalde påven Gregorius X. Dessa vände dock snart om. 

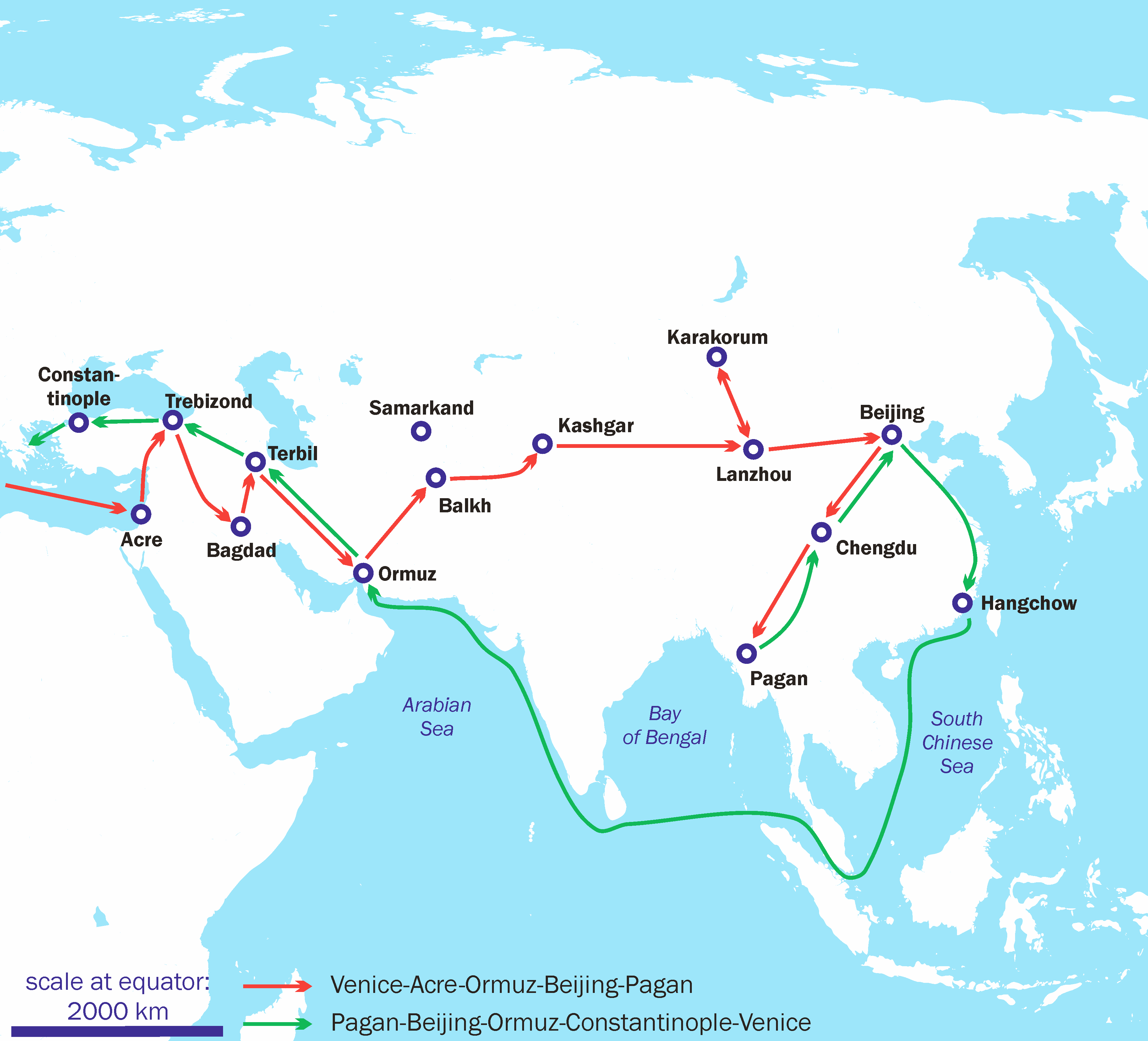
Karta över färdrutten.

Från Ajas i Cilicien färdades de resande över Mardin, Mosul och Bagdad till Ormus vid Persiska viken, därifrån norrut genom Persien, Kerman, Khorasan, Balch och Badaksjan, uppför Oxus genom Wachan till Pamir, ett namn som förekommer först i Marco Polos bok. Först under 1800-talet skildras dessa trakter åter av europeiska resande. 
Från Pamirs högland färdades de ned till Kashgar, och fortsatte förbi Jarkhand till Chotan, trakter som förblev nästan helt okända för Europa ända till 1860-talet. Från Chotan kom de till trakten kring sjön Lob, som sedan återsågs först 1871 av den ryske forskningsresanden Nikolaj Przjevalskij. Därifrån färdades de genom Gobiöknen, eller Loböknen som Marco Polo kallar den, till Tangut (området i yttersta nordvästra Kina på ömse sidor om den stora muren). 
Till slut nådde de khanens sommarresidens Changtu (Xanadu) våren 1275. Khanen mottog dem hjärtligt, och den unge Marco vann till den grad khanens gunst att han i 17 år användes dels i förvaltningen, dels som diplomatisk representant vid beskickningar i olika trakter av khanens rike. Därmed fick han tillfälle att lära känna större delen av Kinas land och folk samt angränsande länder.

### Hemresan
Under tiden samlade resenärerna rikedomar som de avsåg föra hem, men khanen ville inte lyssna till förslag om hemresa. Resan blev slutligen av 1292 när Persiens khan Argun, en sonson till Khublais broder Hülegü, förlorade sin favoritgemål genom döden. Före sin död hade hon uttryckt sin önskan att hennes plats skulle tas av en mongolisk kvinna. Tre ambassadörer sändes till hovet i Cambuluc för att be om en brud, och för sin återresa önskade dessa att få använda sig av venetianernas erfarenheter och fick khanens tillåtelse att få dem som följeslagare. Prinsessan Cocachin blev denna brud, och färden gjordes till sjöss förbi Sumatra, Ceylon och Indien till Persien. Venetianerna fortsatte sedan till Venedig och anlände i slutet av 1295, efter 24 års bortovaro.

### I fängelse i Genua och död
Efter hemkomsten till Venedig känner man inte till Polos öden förrän då han för Venedigs räkning var befälhavare på ett venetianskt fartyg utrustat med en Blida i ett krig mot republiken Genua.  Han blev med stor sannolikhet tillfångatagen under en mindre strid 1296  och inte under slaget vid Curzola 1298. Detta sista påstående beror på en senare tradition från 1600-talet som skrevs av Rustichello. Rustichello, som skrev riddarromaner, och som även var känd som Kusticiano, var från Pisa. Han var medfånge med Marco under ett år och tecknade då ner Marcos resor.
Tidigare hade Marco berättat sina historier om Cathay (Kina) för sina vänner. Med anledning av ett sifferuttryck som ofta förekom i historierna, och som den tiden var obekant med, kallades han "Marco milione", ett namn han även själv använde. 
Om Polos öden efter fångenskapen är inte mycket känt, även om man vet att han verkade som framgångsrik affärsman i hemstaden Venedig. Hans testamente, förvarat i San Marcos bibliotek i Venedig, är bevittnat 9 januari 1324, och sannolikt dog han under det året, eftersom flera dokument anger att han i juni 1325 varit död någon tid.

## Marco Polos verk

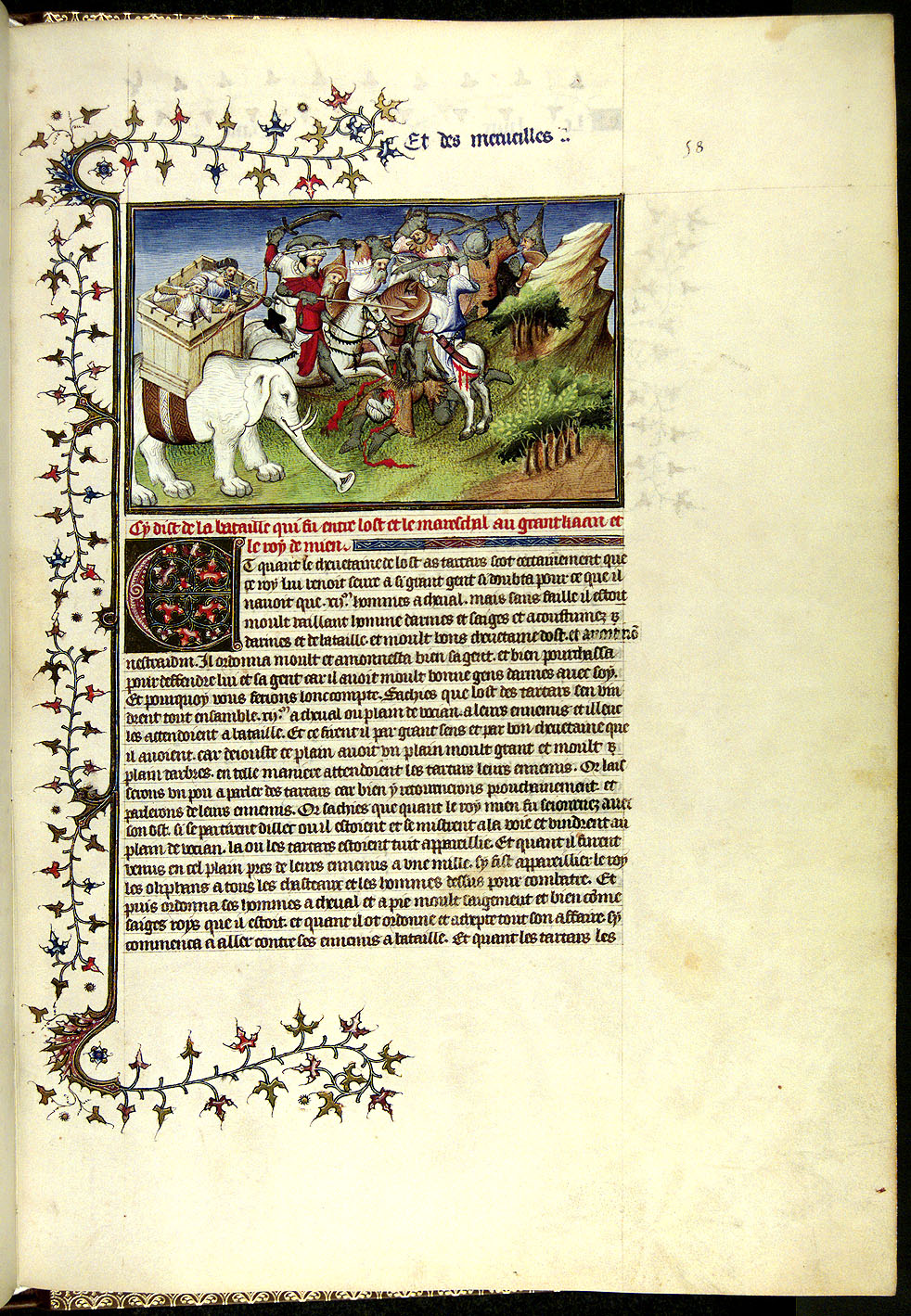
Marco Polos bok Il millione.

### Manuskript och utgåvor
Ursprungstexten från fängelset i Genua skrevs år 1295, 1298 eller 1299 på dålig franska med inslag av italienska (originaltitel: Divisament dou Monde) och finns inte bevarad. De i dag existerande verken – mer känt under den italienska titeln Il milione ('miljonen') – är baserade på en avskrift av ursprungstexten. Man känner till 143 handskrivna manuskript på olika språk, vars texter avviker från varandra vad gäller innehåll och omfattning. Det är tänkbart att Marco Polo under sin livstid gjort tillägg till nya versioner där även tidigare stycken kan ha utelämnats. 1559 utkom en tryckt version av Giambattista Ramusio som är baserad bland annat på i dag förlorade manuskript och tros vara mycket lik ursprungstexten. Ett annat viktigt manuskript skrivet 1470 hittades 1932 i domkyrkobiblioteket i Toledo som innehåller skildringar som saknas i övriga manuskript.
Den första tryckta versionen av Polos verk kom ut 1477 på tyska.
Ett manuskript på dålig franska som skrevs på 1300-talet tillhörande Bibliothèque nationale i Paris offentliggjordes av Geografiska sällskapet i Paris 1824. Den handskrift som utgavs av Gauthier med geografiska och historiska kommentarer under titeln "Le livré de M.P." (2 bd, Paris, 1865), anses vara baserad på en av Polo själv granskad och från större språkfel rättad text. Till en handskriftsgrupp av samma värde räknas även det manuskript som idag finns i Kungliga biblioteket i Stockholm, som Adolf Erik Nordenskiöld i ordagrant faksimil utgav ("Le livré de M. P. Facsimile d'un manuscrit du XIV:e siècle", 1882) och som ursprungligen tillhörde franske kungen Karl V:s (1364-1380) bibliotek och senare ägdes av drottning Kristina.

### Betydelse
Polo var den förste europé som skildrade Fjärran östern. Han var den förste under medeltiden som framförde säkra uppgifter om det kristna riket i Abessinien (Etiopien) och om den halvkristna ön Socotra, och som, om än vagt, kunde berätta om Zanzibar och Madagaskar.
Han beskrev Kinsai (Hangzhou), södra Kinas präktiga huvudstad, på den tiden världens största stad med dess milslånga gator, oöverskådligt torg och stora mängd broar över dess kanaler. Han skildrade den rika kryddmarknaden i Zaiton vid Fukiensundet (sannolikt nuvarande Changchou) och öriket Zipangu, där ädla metaller fanns i sådant överflöd att det kungliga palatset var täckt med guldplåt. 
Dessa berättelser lockade Columbus, som förde ett latinskt exemplar av Polos bok med sig. Marco Polos bok fick stor spridning under medeltiden, men inte så stor som till exempel John de Mandevilles påhittade reseskildringar, som också de inspirerade Columbus. 
Den portugisiske jesuiten Bento de Góis inspirerades av Polos berättelser om ett kristet rike i öst, och reste på tre år 650 mil genom Centralasien för att hitta riket. Han fann det aldrig, men avslutade sin resa vid kinesiska muren i Kina år 1605, och bevisade att Polos Cathay var samma rike som det Matteo Ricci kallade "Kina".